# Makíyivka
Makíyivka (en ucraniano: Макі́ївка, romanizado: Makíyivka; en ruso: Маке́евка, romanizado: Makéyevka) es una ciudad ucraniana perteneciente al óblast de Donetsk. Situada en el este del país, forma parte del raión de Donetsk y es centro del municipio (hromada) homónimo.
La ciudad se encuentra ocupada por Rusia desde la guerra del Dombás, siendo administrada como parte de la de facto República Popular de Donetsk y luego siendo integrada en Rusia como parte de la República Popular de Donetsk rusa.

## Geografía
Makíyivka se encuentra, a 25 km de Donetsk y es parte de su área metropolitana.

## Historia

### Antiguos asentamientos
La zona rural de la ciudad ha estado habitada durante milenios. En los alrededores se han excavado kurganes de la Edad del Bronce, de la civilización escita y de los años 800-1200 d. C.

### Fundación
El pueblo original de Makíyivka aparece por primera vez en documentos históricos en 1777. Entre 1875 y 1877 se abrieron varias minas menores en las cercanías. En 1899, cerca de allí se fundó un asentamiento metalúrgico llamado Dmitriyivsk (en ucraniano: Дмитріївськ), en honor a Dmitri Ilovaiski, hijo del conde Dmitri Ilovaiski, el terrateniente de la región. Makíyivka era sólo un pequeño pueblo cuando se unió con la cercana Dmitriyivsk. Posteriormente, se desarrolló como uno de los mayores centros mineros e industriales de carbón de la cuenca del Donets. En 1931, Dmitriyivsk pasó a llamarse Makíyivka. 

### Era soviética
La ciudad se fue industrializando cada vez más a lo largo de la década de 1930, y su población aumentó de 79.000 habitantes en 1926 a 242.000 en 1939.  En 1939, la población judía de Makiivka era de 8.000 personas. En 1938, la ciudad se dividió en cuatro distritos: Tsentralno-Misto (centro de la ciudad), Kirov, Radiansk/Soviet, Chervonogvardiya. En 1975 se añadió un quinto, Girniz.
Durante la Segunda Guerra Mundial, la ciudad estuvo bajo ocupación alemana desde el 22 de octubre de 1941 hasta el 6 de septiembre de 1943. En el informe de situación operativa del jefe de la policía de seguridad de la Alemania nazi del 6 de marzo de 1942, se afirma que, como resultado de las medidas llevadas a cabo por el Einsatzkommando 6, los distritos de Jórlivka y Makíyivka habían quedado "libres de judíos". Los nazis y sus colaboradores locales ejecutaron aquí a un total de 493 personas, entre ellas 80 agitadores políticos, 44 saboteadores y saqueadores y 369 judíos. 
Después del final de la guerra, Makíyivka fue reconstruida y albergó el campo de prisioneros de guerra 471 para prisioneros de guerra alemanes. En 1959 su población había alcanzado los 381.000 habitantes.

### Ucrania independiente
En septiembre de 2006 se consagró en Makíyivka la primera sinagoga después de casi 70 años en la calle Lva Tolstogo 51, que también sirve centro comunitario para la comunidad judía de la ciudad, que cuenta con 2.000 miembros.
A primera hora de la mañana del 20 de enero de 2011 se produjeron dos explosiones en Makíyivka: una cerca de la central de carbón y la otra cerca de un centro comercial. No hubo heridos ni muertos, pero cerca de uno de los lugares de la explosión se encontró una nota en la que se exigía 4.200.000 euros de personas locales conocidas.  Ese mismo día, el jefe del Servicio de Seguridad de Ucrania, Valeri Joroshkovski, abrió una causa penal por las explosiones bajo el artículo sobre terrorismo. El 15 de febrero de 2011 fueron detenidos dos sospechosos: Anton Voloshin y Dmitro Onufrak. Posteriormente, Voloshin y Onufrak fueron declarados culpables y condenados a ocho y quince años de prisión, respectivamente.

### Guerra del Dombás
Durante la guerra del Dombás, el ayuntamiento de la ciudad fue tomado por separatistas prorrusos el 13 de abril de 2014.  Desde entonces, Makíyivka ha estado controlada por la autoproclamada República Popular de Donetsk. El 30 de noviembre de ese año, partisanos ucranianos hicieron explotar un vehículo que transportaba suministros para militantes de RPD, saldándose con varios muertos.

### Invasión rusa de Ucrania
Tras el comienzo de la invasión rusa a Ucrania, Makíyivka ha sido atacada numerosas veces. El 3 de agosto de 2022, las Fuerzas Armadas de Ucrania destruyeron un depósito de petróleo en el distrito Kirov y en la noche del 6 de agosto, un depósito de municiones fue atacado.
El 1 de enero de 2023, un cuartel militar ruso de la ciudad fue bombardeado. Fuentes rusas y ucranianas informaron que un ataque ucraniano contra las fuerzas militares rusas estacionadas en una escuela vocacional causó bajas significativas, en particular entre los reclutas. El primer viceministro de Información de la República Popular de Donetsk, Daniil Bezsonov, declaró que el ataque tuvo lugar exactamente a las 00:01 hora de Moscú y se utilizó el sistema de cohetes M142 HIMARS. Las autoridades rusas afirmaron que se dispararon al menos 25 cohetes HIMARS contra la escuela, lo que causó al menos 15 víctimas. Los funcionarios de la República Popular de Donetsk declararon que el motivo del ataque fue el uso de teléfonos móviles por parte de militares rusos en la escuela, lo que reveló su ubicación a los militares ucranianos.  Las Fuerzas Armadas de Ucrania anunciaron el mismo día que 400 soldados rusos habían muerto en el ataque y otros 300 habían resultado heridos, lo que dio como resultado un total de 700 bajas.  Ígor Guirkin, ex comandante de las fuerzas separatistas en el Dombás, declaró sobre el ataque que "el número de muertos y heridos asciende a varios cientos". Esta cifra, sin embargo, también fue cuestionada por otros; el presentador ruso Vladímir Soloviov afirmó que, si bien las bajas fueron elevadas, no se acercaron a 400.  Una fuente anónima en Donetsk dijo a Reuters que menos de 100 personas habían muerto en el ataque.

## Demografía
La evolución de la población de Makíyivka entre 1923 y 2022 fue la siguiente:
| 15 509                                                        | 51 436 | 241 897 | 357 575 | 392 250 | 436 020 | 430 201 | 389 589 | 358 156 | 347 376 | 338 968 |
| (Fuente: Cities & Towns of Ukraine y UKRAINE: Größere Städte) |        |         |         |         |         |         |         |         |         |         |

Según el censo de 2001, el 50,8% de la población son rusos, el 45% son ucranianos y el resto de minorías son principalmente tártaros (1.1 %). En cuanto al idioma, la lengua materna de la mayoría de los habitantes, el 88,74%, es el ruso; del 10,2% es el ucraniano.

## Economía

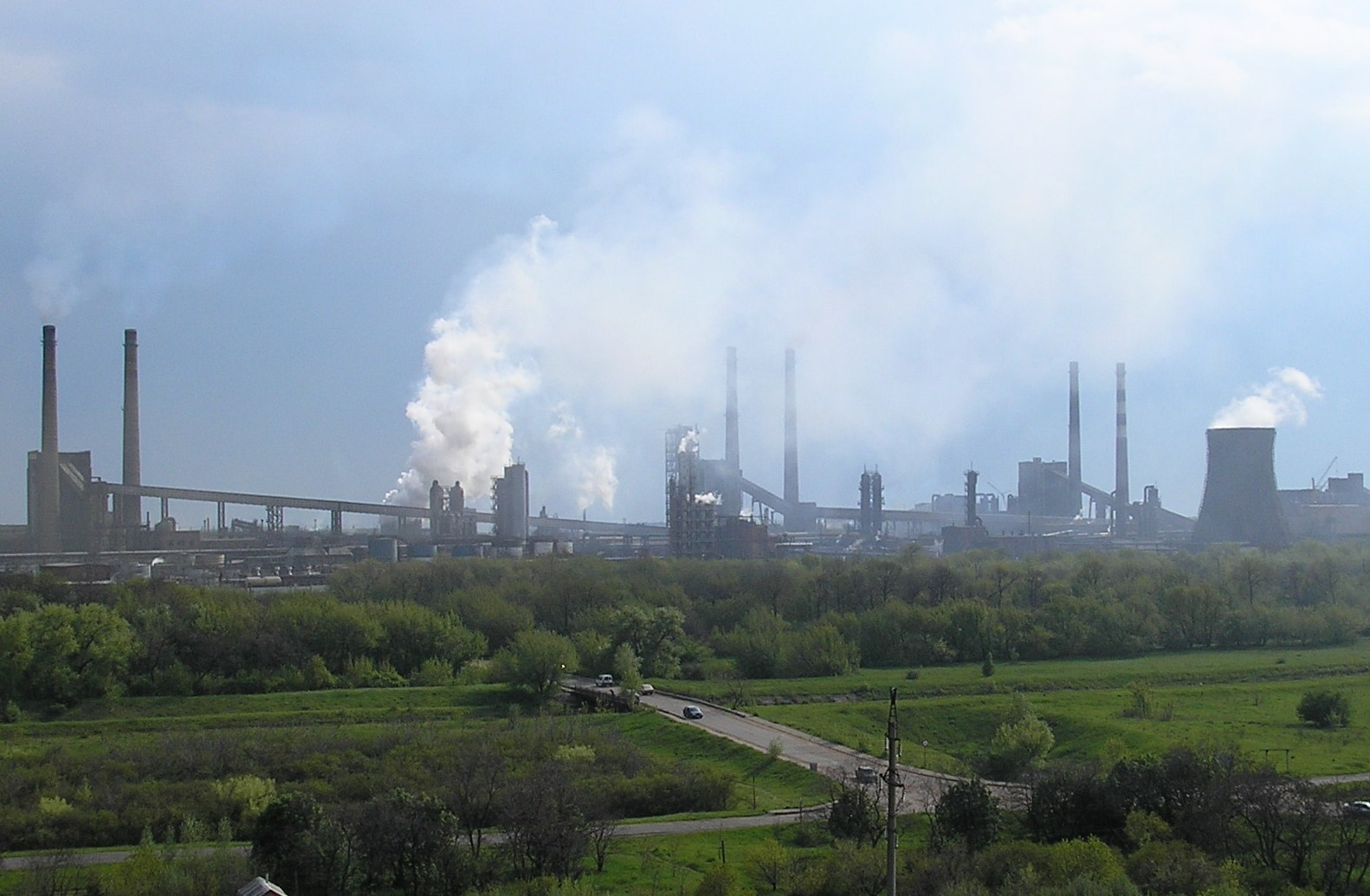
Planta de coque de Yasynivka, cerca de la ciudad

Hay muchas minas de carbón en la ciudad y sus alrededores. Las industrias modernas de Makíyivka incluyen una de las mayores fábricas integradas de hierro y acero de Ucrania. Existen también otras plantas metalúrgicas, de coque-química, fábricas de maquinaria neumática, de calzado y de procesamiento de alimentos. La ciudad está bastante dispersa, con numerosas comunidades residenciales que rodean plantas industriales individuales en una extensa área. Se está extendiendo gradualmente hasta formar una única área metropolitana con la cercana ciudad de Donetsk, que se encuentra a sólo unas pocas millas al suroeste. 
La planta metalúrgica de Makíyivka produjo en 2005 1,029 millones de toneladas de acero y 825.000 toneladas de arrabio. En el período enero-julio de 2006, la producción de acero laminado se multiplicó por 1,56, llegando a más de 700.000 toneladas, en comparación con el mismo período del año anterior, con el objetivo aumentar sus ingresos por ventas a 1.265 millones en 2006. La empresa americana Nucor pretende firmar un contrato con la planta metalúrgica para el suministro de arrabio a las empresas de la compañía en Estados Unidos.

## Infraestructura

### Educación
Makíyivka es la sede de la Academia Nacional de Ingeniería Civil y Arquitectura del Dombás.

### Transporte
Makíyivka está atravesada por varias líneas ferroviarias: una es la línea Yasinuvata-Krinichna, y la otra es la línea de carga Mospyno-Makíyivka. La ciudad tiene una estación principal de pasajeros, Makíyivka-Pasazhirska; un nudo ferroviario, Janzhónkove, y estaciones ferroviarias menores (Krinichna, Monajovo, Makíyivka-Gruzovaya...), así como varias bahías ferroviarias.
La ciudad también contaba con una línea de tranvía y cuenta con un sistema de trolebuses. Había planes de conectar las redes de trolebuses de Donetsk y Makíyivka con una línea interurbana directa hasta marzo de 2013.

## Cultura

### Deporte
En Makíyivka hay 5 estadios, 4 piscinas, 90 gimnasios deportivos, 15 campos de fútbol, 5 escuelas deportivas para niños y 36 salas de fitness. También hay una escuela deportiva para personas con discapacidad física. Dentro de la ciudad se practican 35 formas diferentes de deporte y hay un total de 35 organizaciones deportivas. En Makiivka también hay numerosos campus de las escuelas deportivas de la región, incluidas escuelas de: kickboxing, voleibol, atletismo pesado, boxeo, algunas otras formas de lucha libre y judo.

## Galería

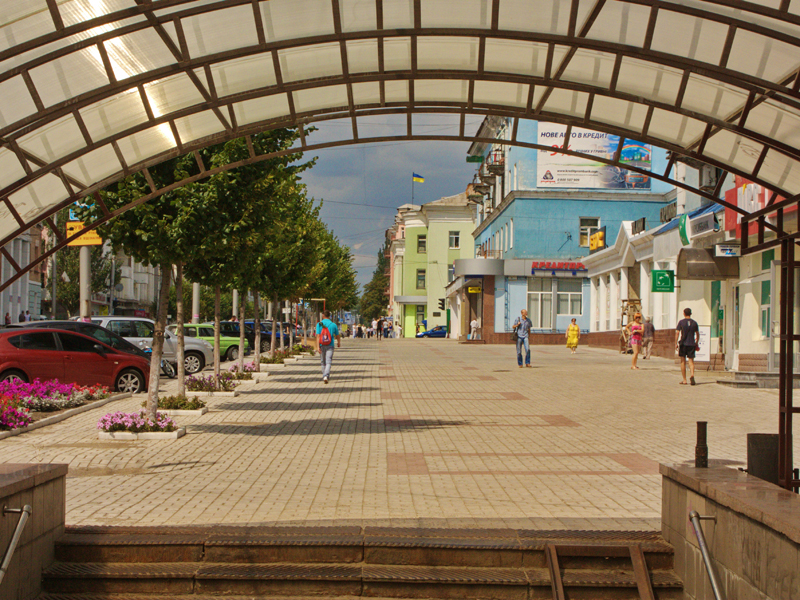
Centro de la ciudad
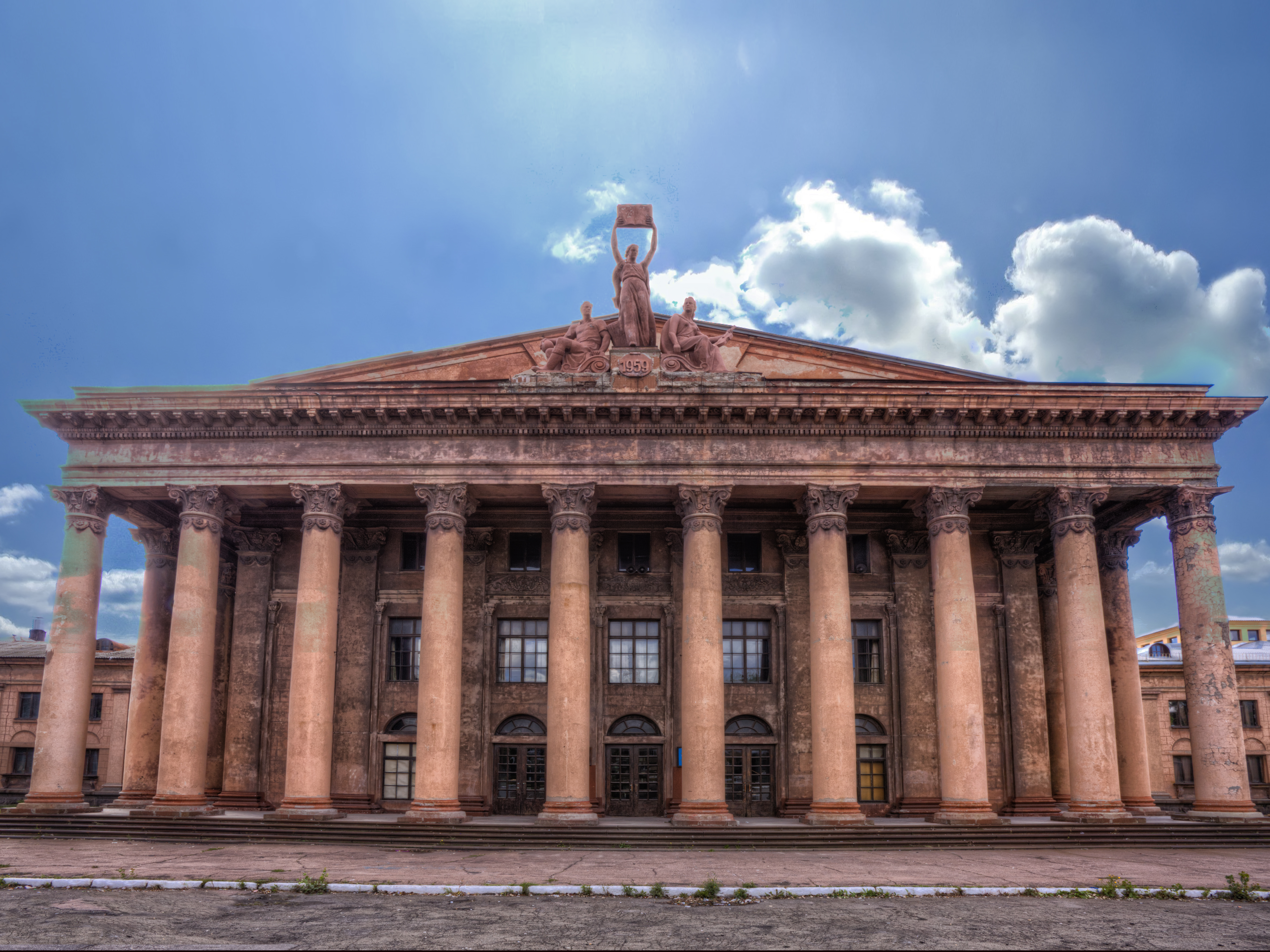
Palacio de Cultura de la Fábrica de Hierro y Acero
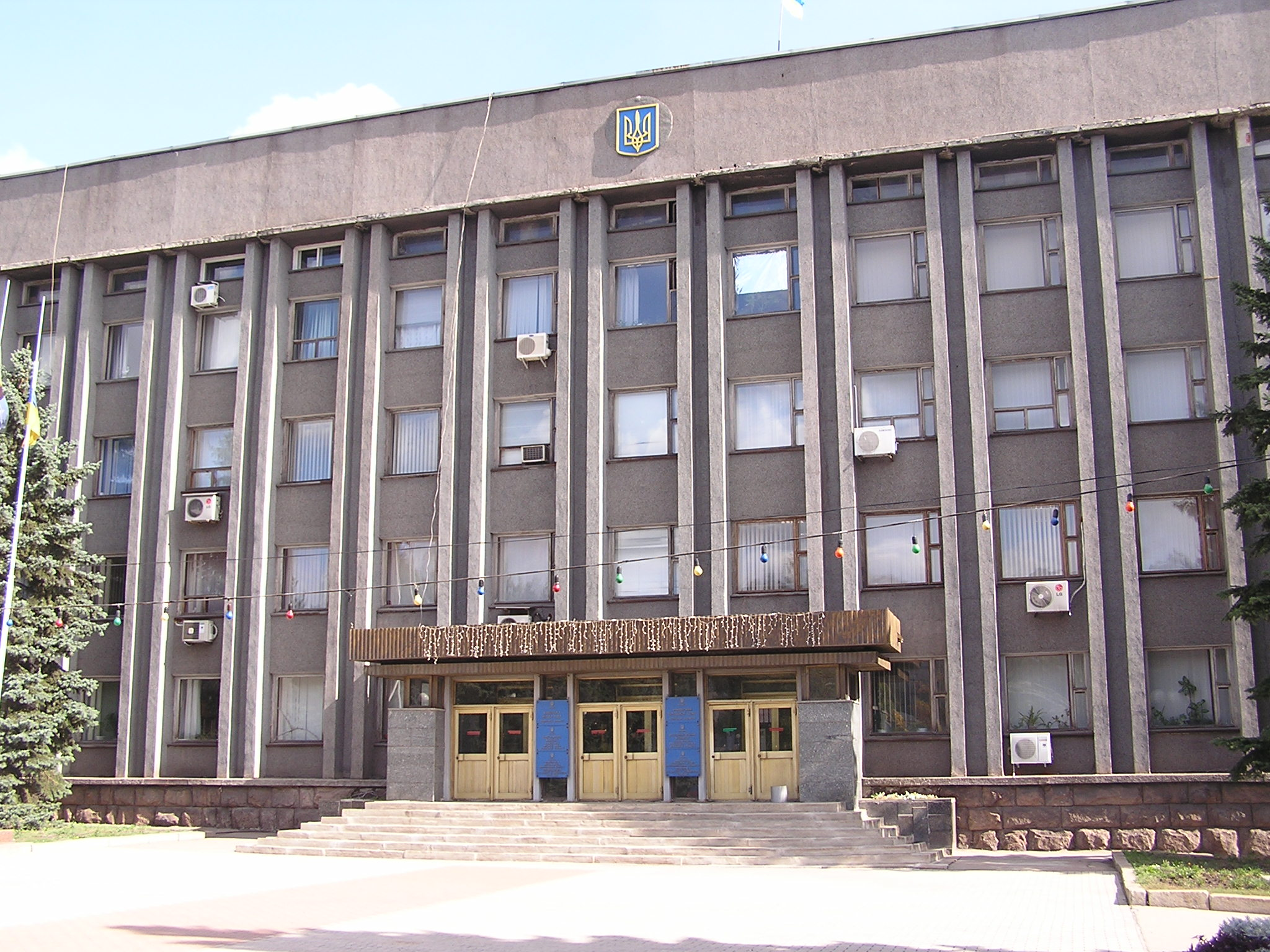
Ayuntamiento de Makíyivka
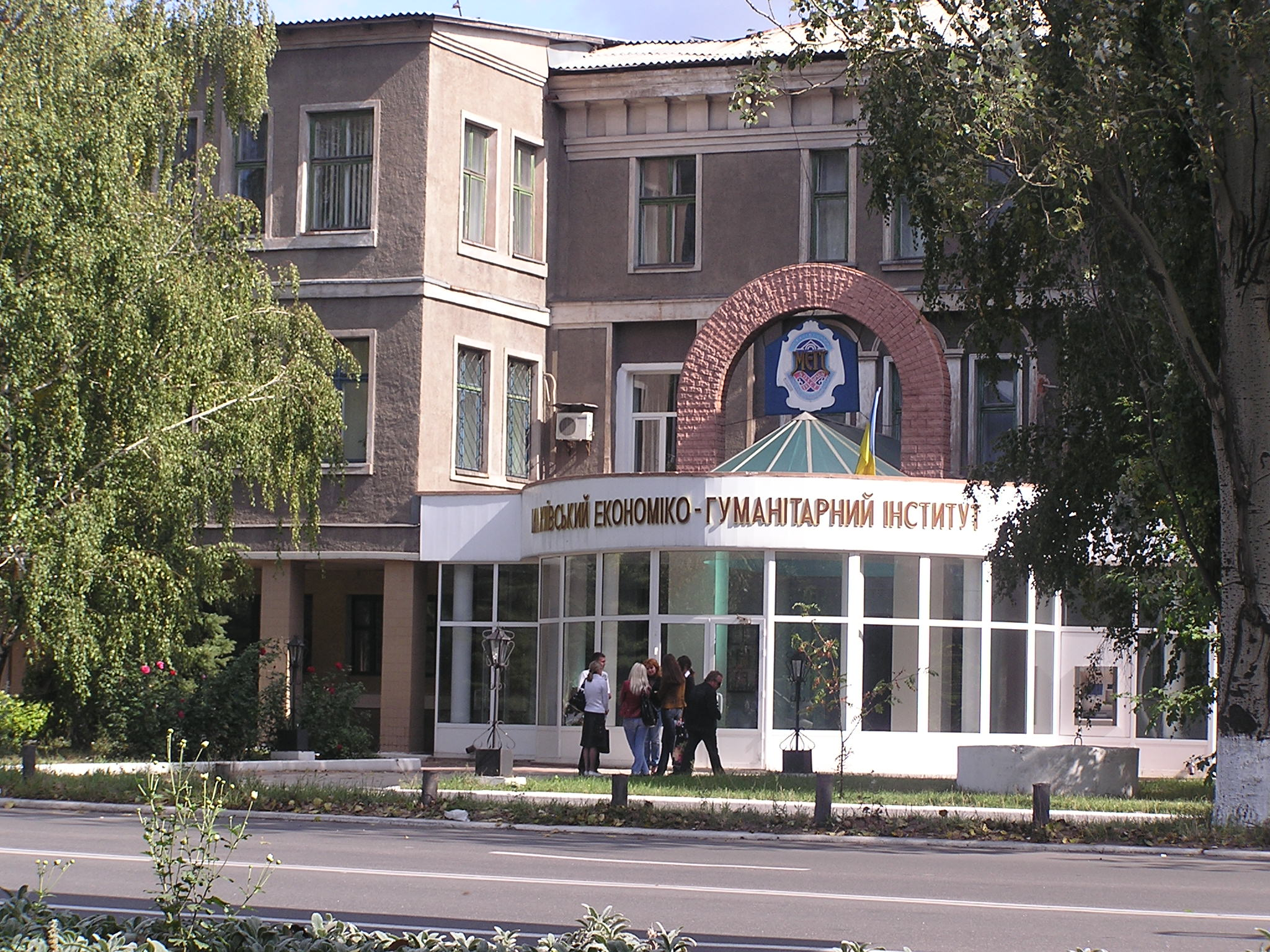
Instituto de Economía y Ciencias Sociales de Makíyivka
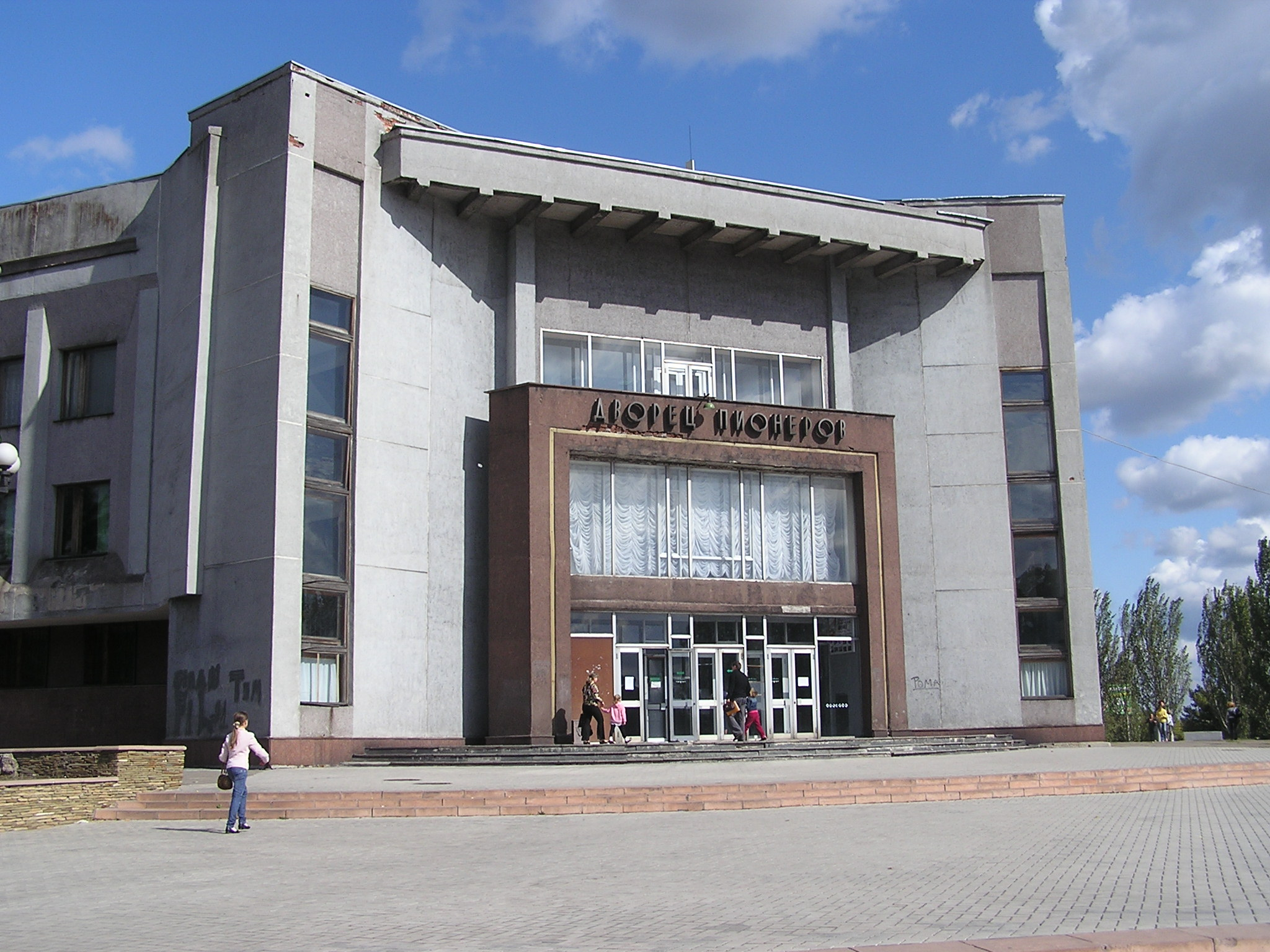
Palacio de los Pioneros